# Club Atlético River Plate 1972
Questa voce raccoglie le informazioni riguardanti il Club Atlético River Plate nelle competizioni ufficiali della stagione 1972.

## Stagione
La formazione guidata da Urriolabeitía mostra un buon rendimento: chiuso il Metropolitano al terzo posto a pari merito con l'Huracán, la squadra si mette in evidenza durante il Nacional: terminato il proprio girone al secondo posto dietro al San Lorenzo, campione del Metropolitano, sconfigge in semifinale il Boca Juniors in un tirato Superclásico e affronta all'atto conclusivo nuovamente il San Lorenzo; su questa squadra, però, il River non riesce ad avere la meglio, perdendo per 1-0.

## Maglie e sponsor
| Casa | Trasferta |

## Rosa
| N. |                      | Ruolo | Calciatore         |
| -- | -------------------- | ----- | ------------------ |
|    | Argentina (bandiera) | P     | Carlos Barisio     |
|    | Argentina (bandiera) | P     | José Alberto Pérez |
|    | Argentina (bandiera) | D     | René Daulte        |
|    | Argentina (bandiera) | D     | Jorge Dominichi    |
|    | Argentina (bandiera) | D     | Alberto Giustozzi  |
|    | Uruguay (bandiera)   | D     | Baudilio Jáuregui  |
|    | Argentina (bandiera) | D     | Ricardo Pellerano  |
|    | Uruguay (bandiera)   | D     | Jorge Vázquez      |
|    | Argentina (bandiera) | D     | Enrique Wolff      |
|    | Argentina (bandiera) | D     | Pablo Zuccarini    |
|    | Argentina (bandiera) | C     | Carlos Avanzi      |
|    | Argentina (bandiera) | C     | Mario Finarolli    |
|    | Argentina (bandiera) | C     | Jorge Ghiso        |

| N. |                      | Ruolo | Calciatore             |
| -- | -------------------- | ----- | ---------------------- |
|    | Argentina (bandiera) | C     | Carlos Ángel López     |
|    | Argentina (bandiera) | C     | Juan José López        |
|    | Argentina (bandiera) | C     | Reinaldo Merlo         |
|    | Argentina (bandiera) | C     | Daniel Onega           |
|    | Argentina (bandiera) | C     | Osvaldo Pérez          |
|    | Argentina (bandiera) | A     | Norberto Alonso        |
|    | Argentina (bandiera) | A     | Edgardo Di Meola       |
|    | Argentina (bandiera) | A     | Víctor Marchetti       |
|    | Argentina (bandiera) | A     | Joaquín Pedro Martínez |
|    | Argentina (bandiera) | A     | Oscar Más              |
|    | Argentina (bandiera) | A     | Ernesto Mastrángelo    |
|    | Argentina (bandiera) | A     | Carlos Morete          |

## Statistiche

### Statistiche di squadra
| Competizione               | Punti | Totale | Totale | Totale | Totale | Totale | Totale | DR  |
| Competizione               | Punti | G      | V      | N      | P      | Gf     | Gs     | DR  |
| -------------------------- | ----- | ------ | ------ | ------ | ------ | ------ | ------ | --- |
| Campionato - Metropolitano | 40    | 34     | 15     | 10     | 9      | 52     | 40     | +12 |
| Campionato - Nacional      | 22    | 13     | 10     | 2      | 1      | 50     | 23     | +27 |
| Totale                     | -     |        |        |        |        |        |        | -   |